# Bærum idrettspark
Het Bærum idrettspark (tijdelijk Hauger idrettspark) is een sportpark in het district Hauger in de gemeente Bærum in de provincie Akershus in Noorwegen. Het sportpark bestaat uit een atletiekhal, ijshal, ijsbaan (bandy), honkbal-/softbalveld, tennisbanen en  puttingbanen voor golf.

## Kunstijsbaan
Het Baerum Idrettspark Kunstis is een bandybaan in het district Hauger in de gemeente Bærum in de provincie Akershus in Noorwegen. De ijsbaan is de thuisbaan van de Hauger Bandyklubb. 